# Pycnogonum repentinum
Pycnogonum repentinum är en havsspindelart som beskrevs av Turpaeva, E.P. 2003. Pycnogonum repentinum ingår i släktet Pycnogonum och familjen Pycnogonidae. Inga underarter finns listade i Catalogue of Life.